# Antonina Krynicka
Antonina Krynicka ps. „Alicja”, „Sieja” (ur. 6 czerwca 1910, zm. ?) – organizatorka i referentka łączności konspiracyjnej Obwodu i Inspektoratu Suwałki Okręg SZP–ZWZ–AK Białystok, więźniarka NKWD.

## Życiorys
Urodziła się 6 czerwca 1904 jako córka Antoniego i Aleksandry. Brakuje danych o jej rodzinie oraz wykształceniu. W 1939 była pracownicą Szpitala Garnizonowego w Suwałkach. W grudniu tegoż roku przystąpiła do konspiracyjnej Służby Zwycięstwu Polski, późniejszego Związku Walki Zbrojnej, której była jedną z pierwszych jej organizatorek w powiecie suwalskim. Była zaprzysiężona jako „Alicja”, później „Sieja” i razem z mężem Wacławem Krynickim ps. „Korwin” zorganizowała sieć łączności Obwodu i Inspektoratu Suwalskiego. Do jej zadań należało werbowanie pracowników łączności, a także nawiązywała kontakty dla pracowników wywiadu. W 1941 była referentką ds. organizacji sieci łączności Obwodu i Inspektoratu Suwałki z Komendą Okręgu ZWZ Białystok. W 1943 został zmieniony jej przydział i została przeniesiona do Referatu II, informacyjno-wywiadowczego, Komendy Obwodu Suwalskiego. Organizatorka siatki wywiadowczej, werbowała podoficerów i oficerów do oddziałów partyzanckich Armii Krajowej Obwodu, tworząc sieć łączności między tymi oddziałami na terenie Suwalszczyzny. Tworzyła także punkty kontaktowe i przygotowywała kwatery dla konspiratorów. W kwietniu 1943 gestapo zaaresztowało jej męża, a Antonina z synem Ryszardem zdołała ujść aresztowaniu i ukrywała się na wsi. W czasie trwania Akcji „Burza” była nadal oficerem wywiadu Komendy Obwodu AK Suwałki, a następnie Armii Krajowej Obywatelskiej.
Podporucznik Antonina Krynicka Rozkazem Komendanta Okręgu Białostockiego Nr II z 10 listopada 1944 została odznaczona Krzyżem Srebrnym Orderu Wojennego Virtuti Militari. Ponadto została odznaczona Krzyżem Zasługi z Mieczami (1942), Krzyżem Walecznych (1943) i Krzyżem Partyzanckim (1975 lub 1976).
28 stycznia 1945 NKWD aresztowało Antoninę i innych oficerów Komendy Obwodu w Suwałkach, a następnie wywieziono ich do ZSRR, do obozu dla internowanych akowców. W 1955 powróciła do ojczyzny bardzo wycieńczona i schorowana. Nie zastała już ani męża, ani syna Ryszarda, długo chorowała na cukrzycę, dotknięta paraliżem, życie zakończyła w samotności i zapomnieniu.